# Bellator 141
Bellator 141: Guillard  vs. Girtz foi um evento de artes marciais mistas promovido pelo Bellator MMA, ocorrido em 28 de agosto de 2015 no Pechanga Resort & Casino em Temecula, California. O evento foi transmitido ao vivo pela Spike TV nos Estados Unidos.

## Background
O evento teve como luta principal a luta de leves entre o veterano do UFC Melvin Guillard e o veterano do Bellator Brandon Girtz.